# یاکوب لائورسن
یاکوب لائورسن (انگلیسی: Jacob Laursen؛ زادهٔ ۶ اکتبر ۱۹۷۱) یک بازیکن فوتبال اهل دانمارک است.
از باشگاه‌هایی که در آن بازی کرده‌است می‌توان به باشگاه ورزشی آرهوس، دربی کانتی، ولورهمپتون واندرز، باشگاه فوتبال راپید وین، لستر سیتی، و باشگاه فوتبال کپنهاگن اشاره کرد.
وی همچنین در تیم ملی فوتبال دانمارک بازی کرده‌است.